# Kobus anselli
Kobus anselli – gatunek ssaka parzystokopytnego z rodziny krętorogich, występujący na terenie Parku Narodowego Upemba w Demokratycznej Republice Kongo. Został opisany w 2005 roku w wyniku analizy 35 okazów muzealnych. Wcześniej nie był zauważony ze względu na podobieństwo do Koba liczi (Kobus leche) a w szczególności do Kobus leche smithemani –  podgatunek koba liczi. Niektórzy naukowcy traktują Kobus anselli jako podgatunek Koba liczi, tzn. Kobus leche anselli.

## Występowanie i biotop
Park Narodowy Upemba w Demokratycznej Republice Konga. Jego siedliskiem są mokradła jeziora Upemba.

## Zagrożenia i ochrona
Gatunek nie jest objęty konwencją waszyngtońską CITES i nie figuruje w Czerwonej księdze gatunków zagrożonych Międzynarodowej Unii Ochrony Przyrody i Jej Zasobów. W wyniku prowadzonego na dużą skalę kłusownictwa populacja tego gatunku została zredukowana z 20 tys. osobników w 1980 do około jednego tysiąca w 2005.